# Nina Holmén
Siv Nina Anette Wärn-Holmén, finska atletinja, * 29. september 1951, Esse, Finska.
Nastopila je na poletnih olimpijskih igrah leta 1976 in dosegla deveto mesto v teku na 1500 m. Na evropskih prvenstvih je osvojila naslov prvakinje v teku na 3000 m 1974.